# Julián Campos
Julián Campos (Santa Marta, Magdalena, Colombia; 16 de diciembre de 1989) es un futbolista y actor colombiano radicado en Ecuador. Jugó de delantero y su último equipo fue el Sporting San Miguelito de la Liga Panameña de Fútbol.

## Carrera
Participó como futbolista en varios clubes de Colombia, Brasil y Panamá. 
En octubre de 2014 viaja a Ecuador para formar parte de la cadena televisiva TC Mi Canal y participar en el programa concurso Atrevidos y posteriormente en marzo de 2015 se une a las filas del también programa concurso Calle 7 Ecuador, días después perteneció reportando en De casa en casa y también participó en la telenovela Los hijos de Don Juan en 2015.
En febrero de 2018, en BLN, la competencia de Canal Uno y como reportero del programa Ya es medio día.

## Clubes
| Club                                                    | País     | Año       |
| ------------------------------------------------------- | -------- | --------- |
| Deportivo Independiente Medellín Categorías Sub 15 y 16 | Colombia | 2004–2005 |
| Club Deportivo los Millonarios                          | Colombia | 2006      |
| Unión Magdalena                                         | Colombia | 2009–2010 |
| Unión Central Nova Iguacu, Río de Janeiro               | Brasil   | 2010      |
| Sporting San Miguelito                                  | Panamá   | 2012      |

## Filmografía

### Series y telenovelas
- (2021) Si fue Gol de Yepez - Bernardo Alfonso Yepes
- (2020) Antuca me enamora - Henry
- (2015) Los hijos de Don Juan - Juan Carlos

### Programas
- (2021) Soy el mejor (TC Televisión) - Participante
- (2020) En contacto (Ecuavisa) - Participante en el segmento "Academia de cocina con Famosos"
- (2019) Ya es mediodía (Canal UNO) - Reportero y comentarista
- (2018-2019) Proyecto Baila (Canal UNO) - Presentador
- (2018-2019) BLN, la competencia (Canal UNO) - Participante
- (2017) De casa en casa (TC Televisión) - Reportero
- (2015-2016/2017) Calle 7 (TC Televisión) - Participante
- (2014-2015) Atrevidos (TC Televisión) - Participante

## Vida personal
En 2018, Julián Campos contrajo matrimonio con Kimberly Cedeño Cisneros, bailarina, matrimonio el cual fue promocionado por la cadena televisiva Canal Uno, acaparando la atención de la prensa rosa de otras cadenas televisivas del país. Fue presentador del programa Proyecto Baila que se transmitió de lunes a viernes a las 16:00 h por  Canal Uno.